# Бубукин, Валентин Борисович

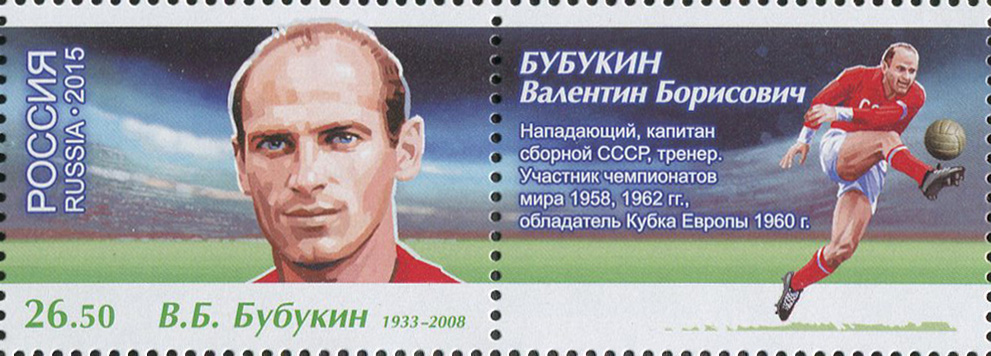
Почтовая марка России, 2015 год

Валенти́н Бори́сович Бубу́кин (23 апреля 1933, Москва — 30 октября 2008, там же) — советский футболист, обладатель Кубка Европы (1960), заслуженный мастер спорта СССР (1960), заслуженный тренер РСФСР (1990).

## Биография
Родился в Москве. С детства увлекался футболом, баскетболом, хоккеем и другими видами спорта. В 1947 году в возрасте четырнадцати лет поступил в московскую ДЮСШ «Крылья Советов» на позицию центрального нападающего. С самого начала выступления за юношескую команду показывал высокую результативность, нацеленность на результат. За несколько лет начал выступать за молодёжный, а потом и первый состав.
В 1952 году пришёл в команду ВВС Москва, выступал за дублирующий состав. В 1953 году попал в «Локомотив», главным тренером которого был Борис Аркадьев. В 1957 году Бубукин стал автором победного гола в финальном матче Кубка СССР с московским «Спартаком», поразив ворота на 19-й минуте. Вызывался в сборную СССР. На чемпионате мира 1958 года в Швеции, где советская сборная уступила команде хозяйке 0:2 в четвертьфинале, был на скамейке запасных. В 1959 году стал серебряным призёром чемпионата СССР. В 1960 году на Кубке Европы выступал в качестве основного левого инсайда сборной.
В 1961 году по просьбе своего бывшего тренера Всеволода Боброва перешёл в ЦСКА, отыграл 20 матчей, забил 3 мяча. По окончании чемпионат вернулся в «Локомотив» летом 1962 года. С того времени сыграл за команду ещё 118 матчей и забил 31 мяч. Параллельно учился на футбольного тренера.
После завершения карьеры Бубукин работал главным тренером таких советских команд, как «Локомотив» Москва, «Таврия» Симферополь, «Карпаты» Львов. Также в 1978 году Бубукин был главным тренером ЦСКА (Ханой) из Вьетнама.
С 1997 года тренировал футбольную команду правительства России «Росич».
В 1996—1999 работал инспектором футбольных матчей. Выступал в качестве футбольного эксперта. Известность также получили байки и анекдоты от Бубукина, в телепрограмме «Футбольное обозрение» имелась рубрика «На кухне у Бубукина».
Скончался в Москве 30 октября 2008 года на 76-м году жизни. Похоронен на Ваганьковском кладбище. Могила на Центральной аллее, справа (2 уч.).

## Инцидент в Индонезии
В конце 1950-х годов Бубукин отправился вместе с «Локомотивом» в Индонезию, где был проведён ряд товарищеских матчей с разными местными командами. В одной из них он угодил тяжёлым, мокрым от ливня мячом в голову местному футболисту, отчего тот сразу рухнул на газон. В больнице, у него была зафиксирована клиническая смерть, однако впоследствии он выжил. По всей стране быстро распространился слух о советском футболисте с «железной ногой», из-за чего каждый прохожий норовил его ущипнуть за неё, чтобы узнать, из чего она сделана. Позже в Индонезии появился целый бренд «Бубукин», под которым выпускались предметы гигиены: зубная паста, крем для бритья и шампунь.

## Пресса о Бубукине
И тем не менее заслуженный мастер спорта Валентин Бубукин являет собой образец советского спортсмена, с упоением и самозабвенным трудолюбием отдающегося своему любимому занятию. В этом смысле он хороший пример молодым игрокам. 

## Достижения
- Чемпион Европы: 1960
- Серебряный призёр чемпионата СССР: 1959
- Обладатель Кубка СССР: 1957
- Чемпион Вьетнама: 1978 (как тренер)

### Награды
- Орден Дружбы (1997)
- Орден Почёта (2003)
- Медаль «За трудовую доблесть» (16.09.1960) — за успешные выступления в XVII летних и VIII зимних Олимпийских играх 1960 года, а также за выдающиеся спортивные достижения[11]
- Медаль Дружбы народов Социалистической Республики Вьетнам
- Почётный знак «За заслуги в развитии олимпийского движения в России»
- Почётный знак «За заслуги в развитии физической культуры и спорта»
- Почётный знак «Почётный железнодорожник»

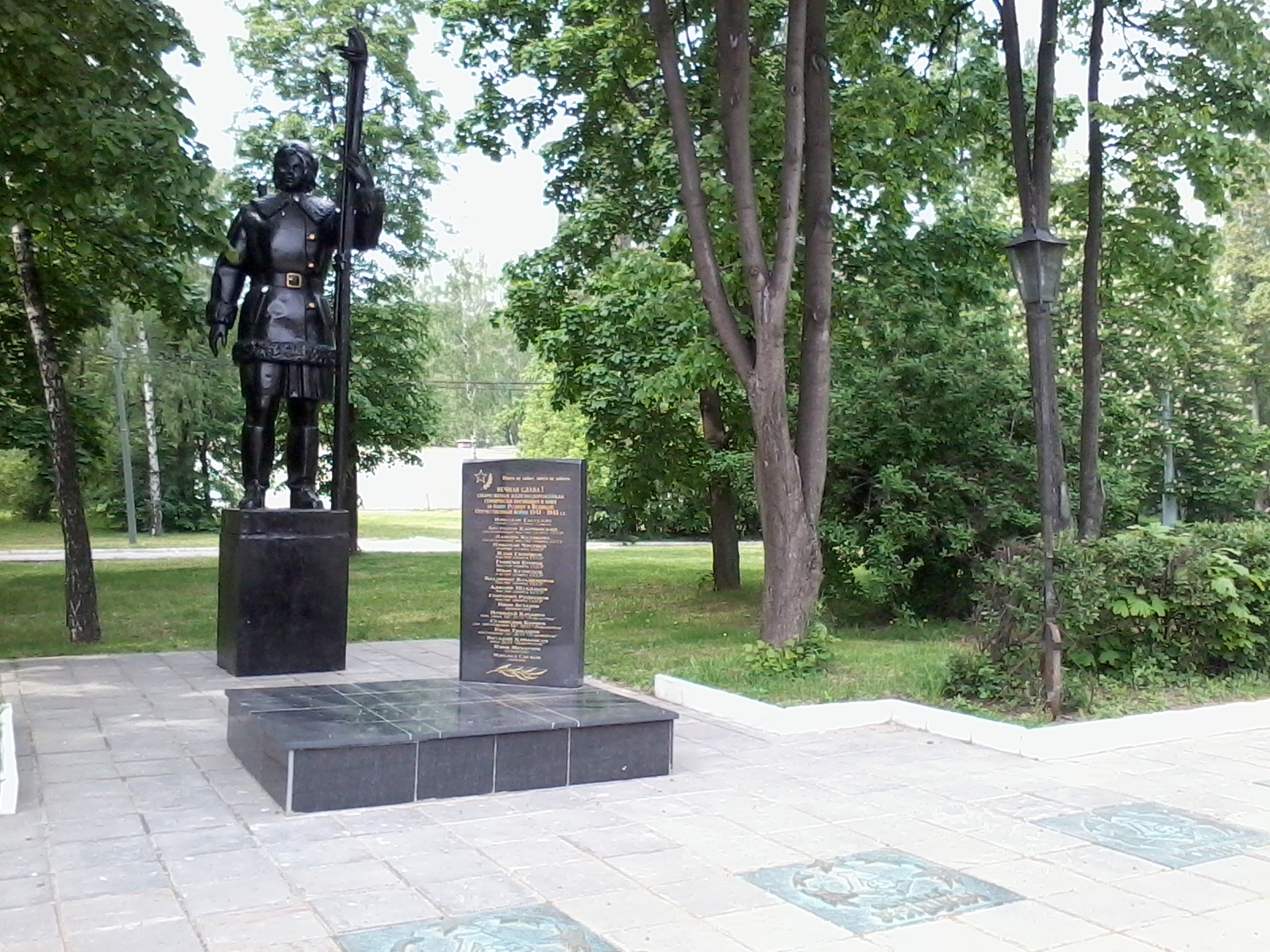
Аллея Славы

## Память
- В Сочи в микрорайоне Дагомыс посажена Аллея памяти Валентина Бубукина.
- С 2009 года там же регулярно проводится Мемориал Валентина Бубукина.
- Его имя увековечено на Аллее славы стадиона «РЖД Арена».